# تنها اشتباه (فیلم ۱۹۴۰)
«تنها اشتباه» (انگلیسی: Ek Hi Bhool) فیلمی هندی است که در سال ۱۹۴۰ منتشر شد.